# Степанковская
Степанковская — деревня в Вельском районе Архангельской области. Относится к  Пакшеньгскому сельскому поселению.

## География
Расположена деревня в 30 км к северу от райцентра Вельск, менее, чем в 1 километре от административного центра Пакшеньгского сельского поселения, деревни Ефремковская. Ближайшие населённые пункты: на севере — Петрегино, на северо-западе - Ефремковская
Часовой пояс
Степанковская, как и вся Архангельская область, находится в часовой зоне МСК (московское время). Смещение применяемого времени относительно UTC составляет +3:00.

## Население
| 2002 | 2010 | 2012 | 2014 |
| ---- | ---- | ---- | ---- |
| 82   | ↘68  | ↘64  | ↗81  |

## История
Указана в «Списке населённых мест по сведениям 1859 года» в составе Вельского уезда(2-го стана) Вологодской губернии под номером «2544» как «Степанковскiй починокъ(Мараконская)». Насчитывала 33 двора, 118 жителей мужского пола и 138 женского.
В материалах оценочно-статистического исследования земель Вельского уезда упомянуто, что в 1900 году в административном отношении деревня входила в состав Пакшинское сельского общества Устьвельской волости. На момент переписи в селении Степанковскiй починокъ(Мароконская) находилось 64 хозяйства, в которых проживало 174 жителя мужского пола и 189 женского.